# Gare de Leamington Spa
La gare de Leamington Spa est une gare ferroviaire desservant la ville thermale de Royal Leamington Spa au Royaume-Uni.